# Comunità dei lavoratori estoni
La Comunità dei lavoratori estoni (in estone: Eesti Töörahva Kommuun, ETK, inizialmente Eesti Töörahwa Kommuuna), (in russo: Эстляндская трудовая коммуна, ЭТК, Estljandskaja trudovaja kommuna) è stata una Repubblica socialista di breve durata, situata nella parte di Estonia occupata dai bolscevichi durante la guerra di indipendenza estone.
È nata in opposizione alla Repubblica di Estonia di Tallinn. È stata stabilita il 29 novembre 1918 a Narva, un giorno dopo la sua conquista da parte dell'Armata Rossa. Il Comune è stato presieduto da Jaan Anvelt per tutta la durata della sua esistenza.  a Rakvere ed a Tartu; tra le più note vittime di queste azioni vi furono il vescovo Platon ed il pastore Traugott Hahn.
La Repubblica federativa socialista Sovietica Russa aveva formalmente riconosciuto l'ETK il 7 dicembre 1918. L'offensiva russa inizialmente riuscì, ed arrivò fino a 34 chilometri da Tallinn, prima dell'inizio della controffensiva nazionalista estone (Rahvavägi), sotto il Comandante in capo Johan Laidoner, il 7 gennaio 1919. Successivamente, le unità dell'Armata Rossa furono cacciate dall'Estonia.
L'esercito popolare estone fu sostenuto in parte dalla British Royal Navy (Reggimento del Baltico), come pure da unità volontarie finlandesi, svedesi e danesi. Dopo la sua espulsione dall'Estonia, la ETK ebbe un governo in esilio a Pskov, poi a Luga, e, dal 17 maggio 1919, a Staraja Russa.

## Membri del Soviet della Comunità dei lavoratori estoni
- Jaan Anvelt - presidente e comandante militare
- Viktor Kingissepp - interni (in realtà il metropolita in Estonia, Johannes Käspert agisce per lui)
- Hans Pöögelmann - affari economici
- Artur Vallner - cultura e istruzione pubblica
- Johannes Mägi - affari esteri (dal 20 dicembre 1918 Max-Alfred Trakmann) e controllo dello Stato (più tardi Karl Mühlberg)
- Rudolf Vakman - assicurazioni sociali (più tardi Otto Rästas)
- Johannes Käspert - segretario

La maggior parte di essi furono successivamente purgati da Stalin.